# Eva Le Gallienne
Eva Le Gallienne (født 11. januar 1899, død 3. juni 1991) var en britisk skuespiller, som hovedsageligt arbejde på teater. En broadway-stjerne inden 21 års-alderen besluttede Le Gallienne sig til at oprette Civic Repertory Theatre på Broadway, hvor hun både var direktør, producent og hovedrolleskuespiller. Noteret for sin dristighed og idealisme, blev hun en banebrydende figur i den amerikanske Repertory Movement, som banede vejen for Off-Broadway i dag. En alsidig og veltalende skuespiller selv (spiller alt fra Peter Pan til Hamlet) blev Le Gallienne også en respekteret sceneinstruktør, direktør, producent og manager. Ms Le Gallienne dedikeret bevidst sig til Theatre of Art i modsætning til Show Business of Broadway og dedikeret sig til at opgradere teaterets kvalitet. Hun drev Civic Repertory Theatre Company i 10 år (1926-1936) og producerede 37 skuespil i den tid. Hun formåede Broadways 1100-pladsers Civic Repertory Theatre på 107 West 14th Street fra 1926-32, som var hjemsted for sit firma, hvis skuespillere inkluderede sig selv, Burgess Meredith, John Garfield, J. Edward Bromberg, Paul Leyssac, Florida Friebus, David Manners, og Leona Roberts.